# 骨髓檢查
骨髓检查 （bone marrow examination）包括骨髓穿刺和骨髓活检两种技术，以获得骨髓样本进一步作病理分析。

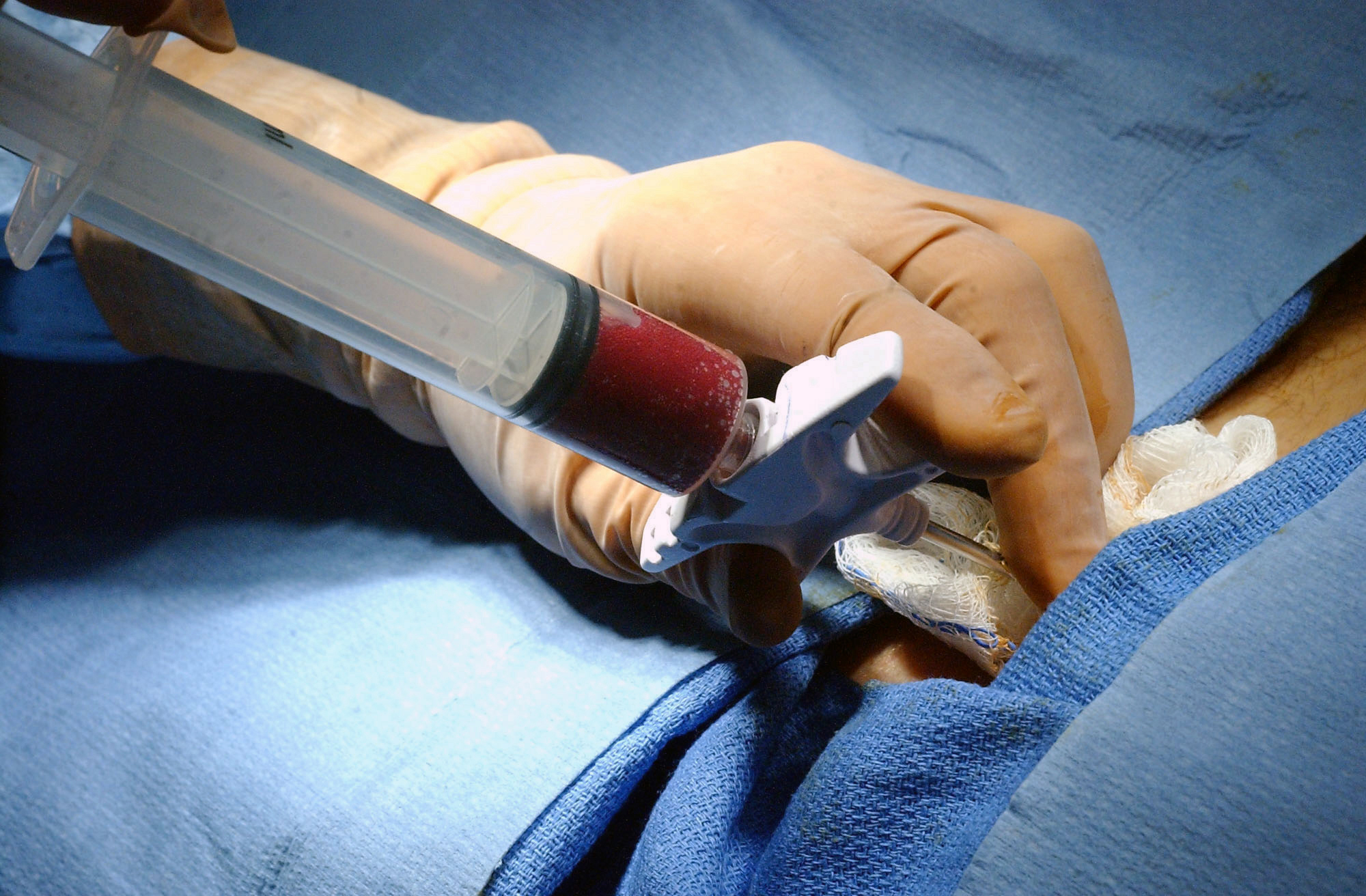
抽取骨髓液

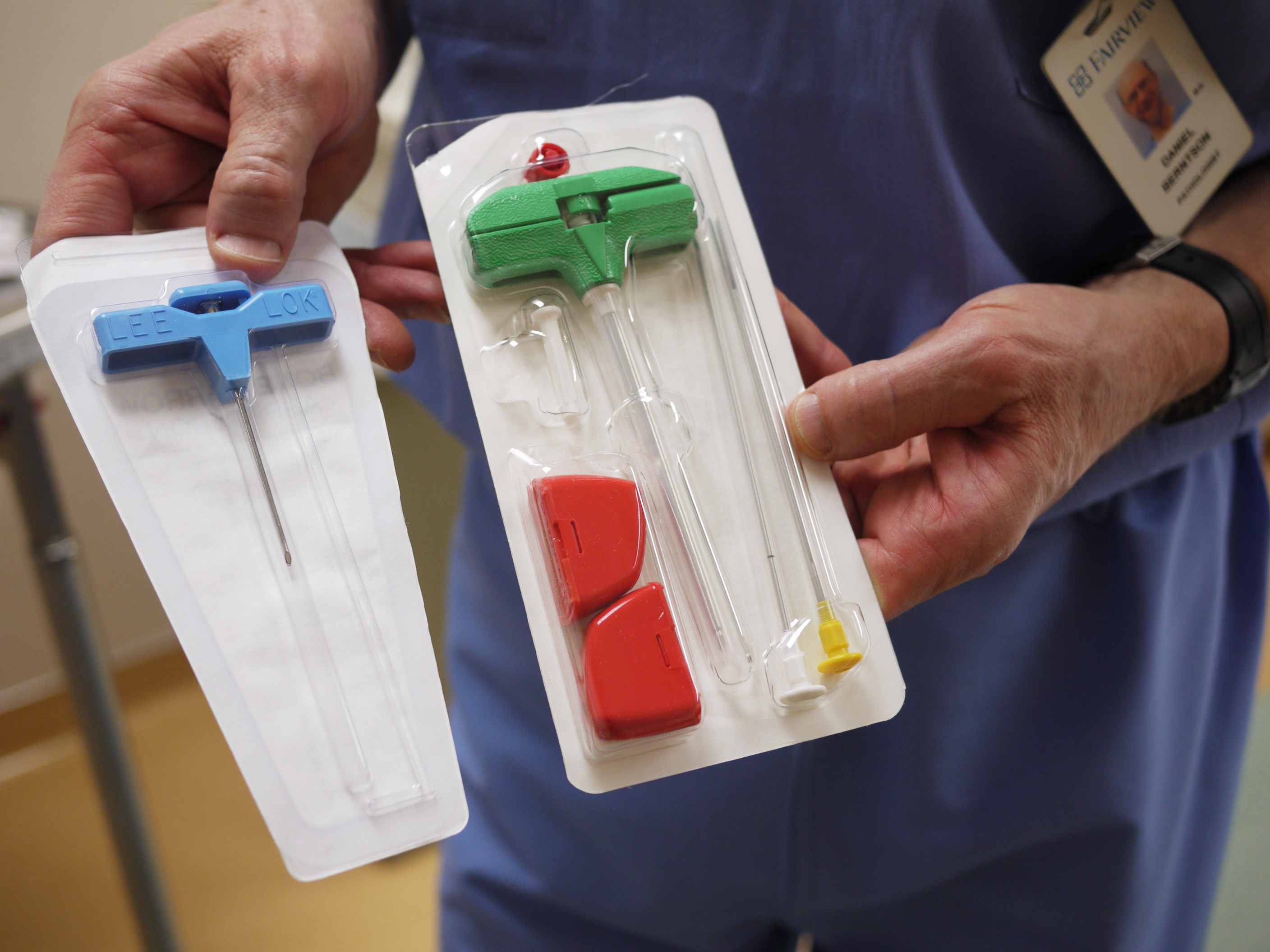
骨髓穿刺针与活检针

骨髓穿刺（bone marrow aspiration），简称骨穿，是使用骨髓穿刺针刺入胸骨、髂前上棘或髂后上棘等骨髓腔内，抽取骨髓液的诊断技术。其抽取标本做成涂片用于细胞学、免疫学、遗传学、原虫和细菌学等检查。
骨髓活检（bone marrow biopsy），又称环钻活检，是使用骨髓活检针在髂后上棘或髂前上棘处穿刺并钻取骨髓组织标本进行病理学检查的方法，可观察完整的骨髓组织结构以弥补骨髓涂片的不足，检查标本量大于骨髓穿刺，诊断价值更高。
末梢血血细胞由骨髓产生，故在末梢血中检测出的血液病变，最终需要通过骨髓检查来探查确诊具体病因。它是对于贫血等血液病症状最直接的诊断或鉴别诊断方法，也是白血病、骨髓增生异常综合征的非常重要的确诊手段。